# タイ・プレミアリーグ2002-03
タイ・プレミアリーグ2002-03は、1996-97シーズンに創設されてから7シーズン目のタイ・プレミアリーグである。アドバンスト・インフォ・サービスがスポンサーになり、大会名はGSMタイ・リーグ（タイ語: จีเอสเอ็ม ไทย ลีก, 英語: GSM Thai League）。

## 概要
2002-03年シーズンは、昨年のタイ・ディヴィジョン1リーグの優勝チームが昇格した。バンコク・クリスチャン・カレッジはプレミアリーグ初昇格となった。2001-02年シーズンから2チーム減り、10チームで争われる。
クルン・タイ・バンクが初優勝を果たした。クルン・タイ・バンク、2位のBECテロ・サーサナはAFCチャンピオンズリーグ2004出場権を獲得した。TOT、バンコク・クリスチャン・カレッジの2チームはディヴィジョン1リーグへ降格する。
ポート・オーソリティ・オブ・タイランドのサラーユット・チャイカムディーが12得点で得点王に輝いた。年間最優秀選手にはバンコク・バンクのKhampee Pintapol、同最優秀監督にはクルン・タイ・バンクのNarong Suwannachoteが選出された。

## 所属チーム（2002-03年シーズン）
- BECテロ・サーサナ （前年優勝）
- オーソットサパー
- バンコク・バンク
- ロイヤル・タイ・エアフォース
- シンタナ
- ポート・オーソリティ・オブ・タイランド
- タイ・タバコ・モノポリー
- クルン・タイ・バンク
- TOT
- バンコク・クリスチャン・カレッジ （ディヴィジョン1リーグから昇格）

## 順位表
| 順位 | チーム                                 | 試 | 勝 | 分 | 敗 | 得 | 失 | 差  | 勝点 | 備考                        |
| ---- | -------------------------------------- | -- | -- | -- | -- | -- | -- | --- | ---- | --------------------------- |
| 1    | クルン・タイ・バンク (C)               | 18 | 10 | 6  | 2  | 29 | 15 | +14 | 36   | AFCチャンピオンズリーグ2004 |
| 2    | BECテロ・サーサナ                      | 18 | 10 | 5  | 3  | 31 | 11 | +20 | 35   | AFCチャンピオンズリーグ2004 |
| 3    | ポート・オーソリティ・オブ・タイランド | 18 | 10 | 3  | 5  | 25 | 19 | +6  | 33   |                             |
| 4    | バンコク・バンク                       | 18 | 6  | 10 | 2  | 31 | 26 | +5  | 28   |                             |
| 5    | ロイヤル・タイ・エアフォース           | 18 | 7  | 2  | 9  | 26 | 29 | -3  | 23   | RTAF 2-0 OSO                |
| 6    | オーソットサパー                       | 18 | 5  | 8  | 5  | 19 | 17 | +2  | 23   | RTAF 2-0 OSO                |
| 7    | シンタナ                               | 18 | 4  | 10 | 4  | 21 | 23 | -2  | 22   |                             |
| 8    | タイ・タバコ・モノポリー               | 18 | 5  | 6  | 7  | 22 | 25 | -3  | 21   | TPL・DIV1入れ替え戦         |
| 9    | TOT                                    | 18 | 2  | 5  | 11 | 18 | 29 | -11 | 11   | ディヴィジョン1リーグ降格   |
| 10   | バンコク・クリスチャン・カレッジ       | 18 | 2  | 3  | 13 | 16 | 44 | -28 | 9    | ディヴィジョン1リーグ降格   |

- Thailand 2002/03 - RSSSF (Rec.Sport.Soccer Statistics Foundation)

## TPL・DIV1入れ替え戦
8位のタイ・タバコ・モノポリーとタイ・ディヴィジョン1リーグ3位のプロヴィンシャル・エレクトリシティ・オーソリティ（PEA）が対戦した。第1戦は2003年5月31日、第2戦は同6月3日に実施された。タイ・タバコ・モノポリーはタイ・プレミアリーグに残留する。
| チーム1                  | 結果  | チーム2                                          | 第1戦  | 第2戦 |
| ------------------------ | ----- | ------------------------------------------------ | ------ | ----- |
| タイ・タバコ・モノポリー | 1 - 0 | プロヴィンシャル・エレクトリシティ・オーソリティ | 1 - 01 | 0 - 0 |

1 Wasant Natasantが69分に得点。

## 得点ランキング
| 順位 | 選手名                         | チーム名                               | 得点 |
| ---- | ------------------------------ | -------------------------------------- | ---- |
| 1    | サラーユット・チャイカムディー | ポート・オーソリティ・オブ・タイランド | 12   |
| 2    | Sanong Chaiprakom              | バンコク・バンク                       | 11   |
| 3    | Worrawoot Srimaka              | BECテロ・サーサナ                      | 10   |

## 表彰
- 得点王 :  サラーユット・チャイカムディー （ポート・オーソリティ・オブ・タイランド）
- 年間最優秀選手賞 :  Khampee Pintapol （バンコク・バンク）
- 年間最優秀監督賞 :  Narong Suwannachote （クルン・タイ・バンク）

## FAカップ
タイFAカップは、2002年から2008年まで中止される。

## コー・ロイヤルカップ
コー・ロイヤルカップ2003は、プレミアリーグ優勝のクルン・タイ・バンクが同2位のBECテロ・サーサナに勝利した。

## タイ・ディヴィジョン1リーグ
タイ・ディヴィジョン1リーグ2002-03は、バンコク・ユニバーシティが優勝した。3位のプロヴィンシャル・エレクトリシティ・オーソリティはTPL・DIV1入れ替え戦でタイ・タバコ・モノポリーに0-1で敗れた。バンコク・ユニバーシティ、2位のロイヤル・タイ・ネイビーは来シーズンのプレミアリーグに昇格する。